# 932年
| 千纪： | 1千纪 |
| 世纪： | 9世纪 \| 10世纪 \| 11世纪 |
| 年代： | 900年代 \| 910年代 \| 920年代 \| 930年代 \| 940年代 \| 950年代 \| 960年代 |
| 年份： | 927年 \| 928年 \| 929年 \| 930年 \| 931年 \| 932年 \| 933年 \| 934年 \| 935年 \| 936年 \| 937年 |
| 纪年： | 壬辰年（龙年）；南吴大和四年；吴越宝正七年，长兴三年；于阗同慶二十一年；契丹天显七年；南汉大有五年；后唐（吴越、闽、荆南、马楚）长兴三年；东丹国甘露七年；大義寧大明二年；日本承平二年；后百济正开三十二年；高丽天授十五年 |

## 大事记
- 後唐西川節度使孟知祥大敗東川節度使董璋。
- 吳越武肅王錢鏐逝世，七子錢元瓘繼位。
- 楚衡陽王馬希聲逝世，其弟馬希範繼位。
- 阿卜杜拉赫曼三世重新統一後倭馬亞王朝的領土。

## 逝世
- 董璋，後梁將領，後歸附後唐。
- 吳越武肅王錢鏐。
- 馬希聲，五代十國時期南楚國君主